# Latvijas Mobilais Telefons
Latvijas Mobilais Telefons, LMT — оператор сотовой связи в Латвии. Компания была основана в 1992 году и является первым оператором сотовой связи в стране. Пятьдесят один процент акций компании контролируется государством.

## История
Основана 2 января 1992 года как совместное латвийско-шведско-финское предприятие. Латвийскому государству принадлежал 51 % долей капитала, а иностранным партнёрам — шведскому оператору Telia и финскому оператору Sonera — 49 %. Изначально LMT оказывало услуги связи стандарта NMT. С января 1995 оказывает также услуги связи по стандарту GSM.
В 2002 году после слияния Telia и Sonera, новая компания начала переговоры с латвийским правительством об увеличении своего участия в LMT до 100 %, то есть полной покупке предприятия. В связи со сменой правительства, эти переговоры зашли в тупик, но в 2007 году TeliaSonera возобновила процесс и подписала меморандум о намерениях. Стоимость компании в то время (по состоянию на 2005 год) оценивалась в 600 миллионов евро. Сделка в итоге не состоялась.
По состоянию на начало 2016 года LMT является крупнейшим оператором связи в Латвии с 1 132 552 абонентами.

## Состав акционеров
- TeliaSonera AB — 24,5%
- Sonera Holding B.V. (дочернее предприятие TeliaSonera) — 24,5%
- Латвийский государственный центр радио и телевидения — 23%
- SIA Lattelecom — 23%
- Агентство по приватизации (Латвийская Республика) — 5%